# Mauna-Kea-Observatorium

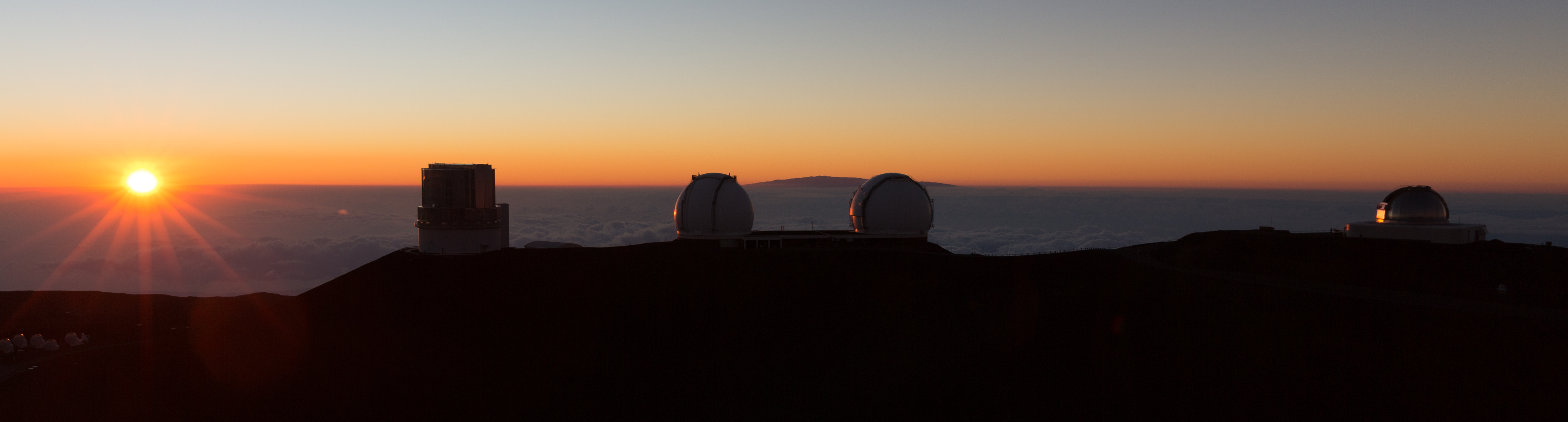
Die Kuppeln des Subaru-Teleskopes, der beiden Keck-Teleskope und des IRTF auf dem Mauna Kea

Der Gipfel des 4200 Meter hohen Vulkans Mauna Kea auf Hawaiʻi, der größten Insel des Archipels, beherbergt eines der bedeutendsten astronomischen Observatorien der Gegenwart. Obwohl die Teleskope auf dem Mauna Kea von verschiedenen Universitäten und Institutionen aus insgesamt 11 Nationen betrieben werden, werden sie kollektiv als Mauna-Kea-Observatorium bezeichnet.
Der Standort ist für den Betrieb eines Observatoriums ideal geeignet, da in dieser Höhe die Luft bereits sehr dünn und extrem trocken ist (eine Voraussetzung für die Infrarotastronomie), der Gipfel üblicherweise über der Wolkendecke liegt (die Zahl der klaren Nächte daher sehr hoch ist) und die Luft weitgehend frei von Verwirbelungen ist, welche die Qualität astronomischer Aufnahmen beeinträchtigen würden.

## Teleskope
Zwischen 1968 und 1999 wurden insgesamt neun Spiegelteleskope für den optischen und infraroten Spektralbereich in Betrieb genommen, darunter das Gemini-North- und Subaru-Teleskop mit einem Hauptspiegel von jeweils 8 Metern Durchmesser, sowie die beiden Teleskope des W. M. Keck Observatory, die je einen (aus zahlreichen kleineren, sechseckigen Segmenten zusammengesetzten) Hauptspiegel von 10 Meter Durchmesser haben. Die beiden Teleskope des Keck-Observatorys stellten bis Juli 2007 die größten optischen Teleskope der Welt dar und können auch gemeinsam als optisches Interferometer betrieben werden. Abgelöst als größte optische Teleskope der Welt wurden sie durch das Gran Telescopio Canarias, dessen ebenfalls segmentierter Spiegel einen Durchmesser von 10,4 m hat.
Neben den optischen Teleskopen finden sich auf dem Mauna Kea auch drei Instrumente für den Submillimeter-Bereich (Mikrowellen). Das Submillimeter Array, bestehend aus acht Antennen mit einem Durchmesser von jeweils sechs Metern, wurde erst 2002 fertiggestellt. Schließlich beherbergt das Mauna-Kea-Observatorium auch noch ein Radioteleskop von 25 Meter Durchmesser, das zusammen mit anderen Radioteleskopen weltweit als radioastronomisches Interferometer zum Einsatz kommt (siehe VLBI).
| Teleskop                                  | Durchmesser | Art                          | Betreiber                                     | Seit |
| ----------------------------------------- | ----------- | ---------------------------- | --------------------------------------------- | ---- |
| UH 0.6m                                   | 0,6 m       | Optisch                      | University of Hawaiʻi                         | 1968 |
| UH 2.2m                                   | 2,2 m       | Optisch/Infrarot             | University of Hawaii                          | 1970 |
| United Kingdom Infrared Telescope UKIRT   | 3,8 m       | Infrarot                     | Großbritannien                                | 1979 |
| Infrared Telescope Facility IRTF          | 3,0 m       | Infrarot                     | NASA                                          | 1979 |
| Canada-France-Hawaii Telescope CFHT       | 3,6 m       | Optisch/Infrarot             | Kanada, Frankreich, Univ. Hawaii              | 1979 |
| Caltech Submillimeter Observatory CSO     | 10,4 m      | Submillimeter                | Caltech, NSF                                  | 1987 |
| James Clerk Maxwell Telescope JCMT        | 15 m        | Submillimeter, Millimeter    | Großbritannien, Kanada, Niederlande           | 1987 |
| Eine Antenne des Very Long Baseline Array | 25 m        | Radio                        | NRAO, AUI, NSF                                | 1992 |
| Keck I                                    | 10 m        | Optisch/Infrarot             | Caltech, University of California             | 1992 |
| Keck II                                   | 10 m        | Optisch/Infrarot             | Caltech, University of California             | 1996 |
| Subaru-Teleskop                           | 8,2 m       | Optisch/Infrarot             | NOAJ (Japan)                                  | 1999 |
| Gemini-Nord                               | 8,1 m       | Optisch/Infrarot             | Gemini-Observatorium                          | 1999 |
| Submillimeter Array SMA                   | 8 × 6 m     | Submillimeter-Interferometer | Smithsonian Astrophysical Observatory, Taiwan | 2002 |

## Projekte
Das Thirty Meter Telescope soll mit einem Spiegeldurchmesser von 30 m (Keck 10 m) für einen veranschlagten Preis von 750 Mio. Dollar eines der empfindlichsten und höchstauflösenden irdischen Observatorien werden, vergleichbar dem geplanten European Extremely Large Telescope. Baustart war im Oktober 2014, der wissenschaftliche Betrieb sollte 2022 beginnen. Allerdings wurde die Baugenehmigung Ende 2015 vom Hawaiischen Verfassungsgericht aufgrund von Formfehlern aufgehoben und in einem neuen Verfahren im September 2017 wieder erteilt.
Das Projekt ist umstritten, da der Mauna Kea einigen Hawaiiern als heiliger Berg gilt und schon die älteren Teleskope als Entweihung angesehen werden.